# Другий одеський авангард
Другий одеський авангард (Одеська школа нонконформістського мистецтва) ― спільнота художників-нонконформістів, що склалася в Одесі другої половини XX століття.

## Історія явища
Біля початків «другого одеського авангарду», на думку мистецтвознавців, стояв Олег Соколов. Точкою ж відліку «одеського нонконформізму» став 1967 рік, коли молоді художники Валентин Хрущ та Станіслав Сичов організували «Парканну виставку» своїх робіт «Сичик+Хрущик» на паркані одеського Оперного театру. Ця виставка тривала лише три години. Так почався рух українського неофіційного мистецтва.
Художники, що втілювали «чужу» культуру, знайшли вихід до глядача через «квартирні виставки». Пік активності квартирних виставок припав на середину 1970-х. Примітно, що це були не закриті покази: двері квартир були відчинені для всіх охочий, і ці виставки збирали багато глядачів.
Ядром руху одеського нонконформізму стали: Олександр Ануфрієв, Валерій Басанець, Віктор Маринюк, Володимир Стрельников, Станіслав Сичов, Валентин Хрущ, Людмила Ястреб. До цієї основної групи, яку розпочала Людмила Яструб, — «нонконформісти», згодом приєдналися Є. Рахманін, О. Волошинов, В. Цюпко. Від московського неофіційного мистецтва «одеський нонконформізм» відрізнявся відсутністю політизації, відходом у «чисте мистецтво», пошуком естетичних форм самовираження.
Самвидавське видання 1980 року «Одеські художники» дає перелік художників одеського авангарду: Валентин Хрущ, Євген Рахманін, Микола Морозов, Володимир Цюпко, Ігор Божко, Олександр Стовбур, Валерій Басанець, Михайло Ковальський, Сергій Князєв, Володимир Наумець, Микола Степанов, Віктор Рисович, Михайло Черешня, Євген Годенко, Руслан Макоєв, Анатолій Шопін, Олег Соколов, Юрій Єгоров, Олександр Ануфрієв, Володимир Стрельніков, Віктор Маринюк, Людмила Ястреб.
У 1980-х роках на зміну прийшло нове покоління художників: Олександр Ройтбурд, Василь Рябченко, Сергій Ликов, Олена Некрасова. Ця група маловідомих в «офіційному» середовищі Спілки художників і не пов'язана з неофіційним середовищем — «нонконформістським», провела наприкінці 1980-х дві великі резонансні виставки «Після модернізму 1» і «Після модернізму 2» у просторі державної установи — Одеського художнього музею. Тематика, сюжети робіт, їх масштабні формати започаткували новий напрям в образотворчому мистецтві Одеси. У проміжку між двома вищезгаданими виставками відбулася виставка «Нові фігурації» в Одеському літературному музеї, до участі в якій були залучені молоді художники Києва. Це стало початком інтеграції «одеської групи» у контекст актуального на той період загальноукраїнського арт руху.